# Wayne Dyer

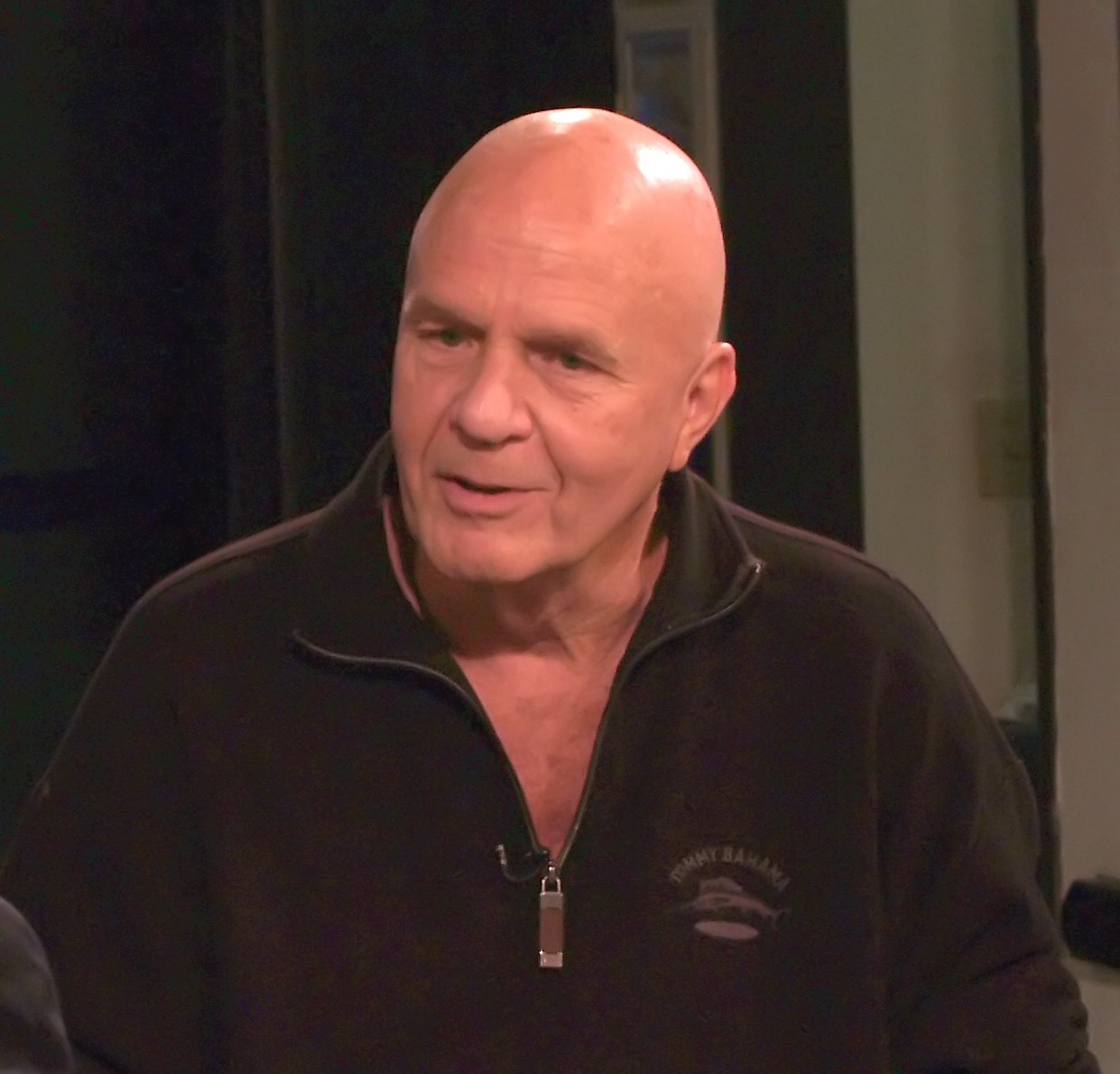
Wayne Dyer (2009)

Wayne Walter Dyer (Detroit (Michigan), 10 mei 1940 – Maui County, 29 augustus 2015) was een Amerikaans schrijver en psychotherapeut die verschillende zelfhulpboeken heeft geschreven. Hij was tevens regelmatig te gast in Amerikaanse televisieprogramma's.

## Werken
- Het heft in eigen handen
- Geen zee te hoog
- Eerst geloven, dan zien
- Niet morgen, maar nu (1976)
- Lessen in levenskunst
- Mijn ziel, mijn zaligheid
- Geluk is de weg
- Beziel je leven
- Willen is kunnen
- Uw toekomst voor u en uw kinderen
- De taal van het hart
- De kracht van verandering
- Inspiratie
- Ik zweef door het leven - 10 geheimen voor kampioenen (voor kinderen) - 2007
- Het gaat om de binnenkant - 10 geheimen over geld en overvloed (voor kinderen) - 2009
- Stop! Geen Excuses meer
- Geen excuus! - wat ik zeg staat me soms in de weg (voor kinderen) - 2011
- Ik ben - 2014
- Bloemen langs de weg
- De Cirkel is Rond 2014

## Films
- The Shift - ambition to meaning - 2009
- De kracht van intentie - 2011
- Geen excuus - 2013

Dyer overleed thuis aan een hartaanval op het eiland Maui op 75-jarige leeftijd.